# Ixone Andreu
Ixone Andreu Egia (Santurce, Vizcaya, 1995) es una trabajadora social, especializada en violencia contra las mujeres y política española, actual concejala del Ayuntamiento de Santurce.

## Biografía
Nació en el seno de una familia nacionalista vasca. Estudió en el colegio Asti Leku Ikastola de Portugalete, donde estudió la educación primaria, secundaria y el bachillerato.
Estudió el grado en trabajo social en la Universidad de Deusto (2013-2017) y también estudió el grado en educación social también en la Universidad de Deusto. Posteriormente, estudió el máster en intervención en violencia contra las mujeres en la Universidad de Deusto. Su tesina final de máster fue La influencia de la sexualidad y los mandatos de género en la construcción de la pornografía (Sexualitatea eta genero mandatuen eragina pornografiaren eraikuntzan). Ha trabajado en distintos ámbitos relacionados con la violencia contra las mujeres y también ha participado en distintas campañas de ese ámbito como Beldur Barik del Gobierno Vasco, entre otros.
En 2006, con tan solo once años, Andreu participó como concursante en el conocido talent show Egin Kantu! de la cadena vasca ETB1, presentado por Nerea Alias y con Joxe Mendizabal como coach de canto, coincidiendo en el concurso, entre otros concursantes, con Itxaso Gil. Llegó hasta la final del concurso y quedó finalista.

## Trayectoria política
Desde joven ha estado afiliada a la organización juvenil Euzko Gaztedi Indarra (EGI) y al Partido Nacionalista Vasco (PNV). En las elecciones municipales de España de 2023, fue candidata a concejala del Ayuntamiento de Santurce en la lista del Partido Nacionalista Vasco. Salió elegida concejala, convirtiéndose en la persona más joven en ser concejala en la historia del municipio vizcaíno.
En el pleno de constitución del Ayuntamiento de Santurce de la legislatura 2023-2027, a Andreu le correspondió estar en la mesa de edad, al ser la concejala más joven de la corporación.
En la legislatura 2023-2027, Karmele Tubilla fue elegida alcaldesa de Santurce. Tubilla nombró a Andreu miembro de la Junta de Gobierno Local y concejala delegada de Acción Social e Igualdad, sucediendo a Itziar Carrocera Fernández al frente de este área, y convirtiéndose en la persona más joven en ser nombrada concejal delegado. Al frente del área de acción social e igualdad, Andreu promovió campañas contra la violencia machista y para la sensibilización contra la violencia de género e implementó protocolos contra las agresiones sexuales durante las fiestas. Entre sus prioridades también destacaron la atención psicológica a víctimas de violencia de género, la prevención de adicciones y la inclusión de la tercera edad en el ámbito digital.

## Vida personal
Reside en Santurce (Vizcaya).